# Moulay Bouchta
Moulay Bouchta (àrab مولاي بوشتى) és una comuna rural de la província de Taounate de la regió de Fes-Meknès. Segons el cens de 2014 tenia una població total de 14.347 persones.